# 심달기
심달기(1999년 6월 12일 ~ )는 대한민국의 배우이다.

## 출연 작품

### 영화
배우
- 《그녀가 죽었다》 (2024년) - 지희 역
- 《킬링 로맨스》 (2023년) - 보리 / 타조 (목소리) 역
- 《말아》 (2022년) - 주리 역
- 《최선의 삶》 (2021년) - 아람 역
- 《더스트맨》 (2021년) - 모아 역
- 《삼진그룹 영어토익반》 (2020년) - 과수원 딸 역
- 《메기》 (2019년) - 병원 환자 / 재개발 반대 시위 역
- 《유열의 음악앨범》 (2019년) - 은자 딸 금이 역
- 《배심원들》 (2019년) - 소라 역
- 《페르소나》 (2018년) - 해복 역
- 《인서트》 (2018년)
- 《세마리》 (2018년)
- 《동아》 (2018년) - 동아 역
- 《미나》 (2018년)
- 《흉》 (2018년)

감독
- 《아무개의 잠재의식과》 (2016년)

### 드라마
- 《무빙》 (2023년, Disney+) - 신혜원 역
- 《악귀》 (2023년, SBS) - 이향이 역
- 《소년심판》 (2022년, Netflix) - 서유리 역
- 《우리들의 블루스》 (2022년, tvN) - 어린 정은희 역
- 《보건교사 안은영》 (2020년, Netflix) - 허완수 역
- 《슬기로운 의사생활》 (2020년, tvN) - 찬형 모 역
- 《킹덤 2》 (2020년, Netflix) - 소주방 궁녀 역
- 《구해줘 2》 (2018년, OCN) - 광미 역
- 《죽어도 좋아》 (2018년, KBS2) - 정미 역

## 수상 및 후보
| 연도 | 시상식                   | 부문                    | 작품      | 결과 |
| ---- | ------------------------ | ----------------------- | --------- | ---- |
| 2018 | 제17회 미쟝센 단편영화제 | 연기부문 심사위원특별상 |           | 수상 |
| 2022 | 제58회 백상예술대상      | 영화부문 여자 조연상    | 최선의 삶 | 미정 |